# اچ‌ام۷بی
اچ‌ام۷بی یک موتور راکت چندمرحله‌ای ساخت آژانس فضایی اروپا است که خانواده‌های موشک‌های آریان از آن نیرو می‌گیرد. به زودی موتور موشک وینسی جایگزین آن‌ها خواهد شد که به عنوان موتور جدید چندمرحله‌ای در آریان ۶ عمل خواهد کرد. تاکنون نزدیک به ۳۰۰ موتور از این مدل تولید شده‌است.